# Річард Кейтон Вудвіль-молодший
Річард Кейтон Вудвіль (англ. Richard Caton Woodville, 7 січня 1856, Лондон — 17 серпня 1927, Лондон) — англійський художник, графік, журналіст і автор ілюстрацій, представник Дюссельдорфської художньої школи.

## Біографія
Народився в родині американського художника з Балтімора — Річарда Кейтона Вудвіля, який переїхав і зробив кар'єру в Європі. Пішов по стопах батька, поступив в художню школу в Дюссельдорфі, пізніше продовжив навчання в Парижі, навчався у Вільгельма Кампгаузена, Едуарда фон Гебхардта і Жана-Леона Жерома.
Річард Кейтон Вудвіль-молодший працював журналістом, репортером у низці друкованих видань Британії. Є автором цікавих ілюстрацій в The Illustrated London News, співпрацював з журналами Cornhill Magazine, Strand Magazine і Tatler.
Став широко відомим як автор батальних полотен, на яких зображував сцени воєн і битв, безпосереднім очевидцем яких був він сам, зокрема Російсько-турецької війни 1877—1878 років, будучи на полях битв в якості репортера The Illustrated London News. У 1882 році ним було зроблено велику кількість начерків та ескізів бойових дій у ході Англо-єгипетської війни та проведено фотографування вирішального бою між англо-індійськими військами та армією Орабі-паші в районі міста Тель-ель-Кебір для свого друга художника-баталіста Альфонса де Невіля. Великим інтересом у публіки користувалися полотна художника на тему Другої англо-афганської, Другої англо-бурської та Першої світової воєн.
Річардом Кейтоном Вудвілем створено ряд історичних картин, серед інших, наполеонівських воєн.
Картини Вудвіля експонувалися в Королівській академії мистецтв і Товаристві образотворчих мистецтв.
Зараз роботи Річарда Кейтона Вудвіля-молодшого є в колекціях багатьох музеїв світу, зокрема, в Музеї національної армії в Лондоні, галереї Тейт, картинній галереї Волкера і Королівської академії мистецтв, колекції британської королівської сім'ї і в королівському палаці Мадрида, Вест-Пойнті (США), багатьох приватних колекціях тощо.

## Кращі батальні твори
- Before Leuthen, Dec 3rd, 1757 (1879)
- Candahar: The 92nd Highlanders & 2nd Goorkhas storming Gaudi Mullah Sahabdad (1881)
- Cruel To Be Kind, (1882; Музей національної армії)
- The Moonlight Charge at Kassassin (1883)
- Maiwand: Saving the Guns (1883; Галерея мистецтв Вокера)
- In the Nick of Time (1883)
- The Guards at Tel-e-Kebir (1885; Королівська колекція)
- The Late Commander Wyatt-Rawson, R. N., killed at Tel-el-Kebir, 13 September 1882 (1885)
- The Charge of the Light Brigade (1894; Королівський палац у Мадриді)
- Waterloo: The Old Guard (Королівський палац у Мадриді)
- The Storming of the Great Redoubt at the Battle of the Alma, (1896; Coldstream Guards)
- The Relief of the Light Brigade (1897; Музей національної армії)
- A Gentleman in Khaki (1899)
- Life Guards charging at the Battle of Waterloo (1899)
- Gordon's Memorial Service at His Ruined Palace in Khartoum, the Day after The Battle of Omdurman (1899; Королівська колекція)
- The Dawn of Majuba (1900; The Royal Canadian Regiment Museum)
- French Hussards fording a River (1901)
- Lindlay: Whitsunday, 1900 (1901)
- All that was left of them (1902; Музей у Бівер-Касл)
- Scotland Yet! On to Victory (Scots Greys at Waterloo), (1904; Royal Scots Dragoon Guards)
- At the Trumpet's Call (Marston Moor) (1904)
- General Wolfe Climbing the Heights of Abraham on the Morning of the Battle of Quebec (1906; Галерея Тейт)
- The Returning Orderly (1908; Williamson Art Gallery, Беркенгед)
- Napoleon before Wagram (1909)
- Sic Transit Gloria Mundi (Retreat from Moscow) (1911)
- Napoleon Crossing the Bridge to Lobau Island (1912; Галерея Тейт)
- Poniatowski's Last Charge at Leipzig (1912; Галерея Тейт)
- Napoleon confering the Legion d'honneur on a Russian General, 1804 (1912)
- Drawn Sabres: napoleon's Guards at the Battle of Wagram Військова академія США
- A Narrow Shave! Dragoon in Napoleon's Army 1810
- Marshal Ney at Eylau (1913; Галерея Тейт)
- The First VC of the European War (1914; Музей національної армії)
- The Last Call (Trumpeter falling at Charge of Light Brigade) (1915; The Queen's Royal Hussars)
- The Piper of Loos
- The Battle of the Somme (1917; Гвардійський музей)
- The 2nd Batt. Manchester Regiment taking six guns at dawn near St. Quentin (1918; Duke of Lancaster's Regiment)
- Entry of the 5th Lancers into Mons (1919; Королівських лансьєрів полк королеви)
- The Charge of the 9th Lancers at Moncel, September 7, 1914 (1921; 9-й королівський уланський полк королеви)
- Halloween, 1914: Stand of the London Scottish on Messines Ridge (1927; London Scottish Regiment)

## Галерея

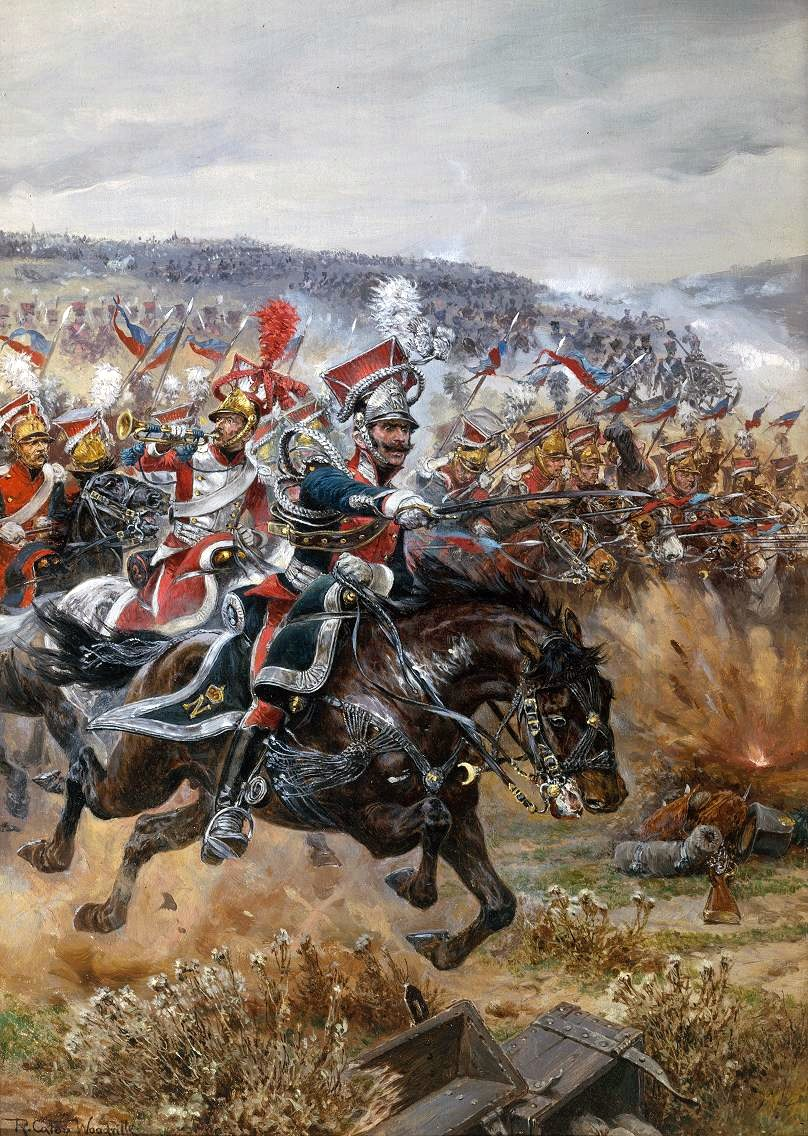
«Остання атака Понятовського при Лейпцигу» (1912)
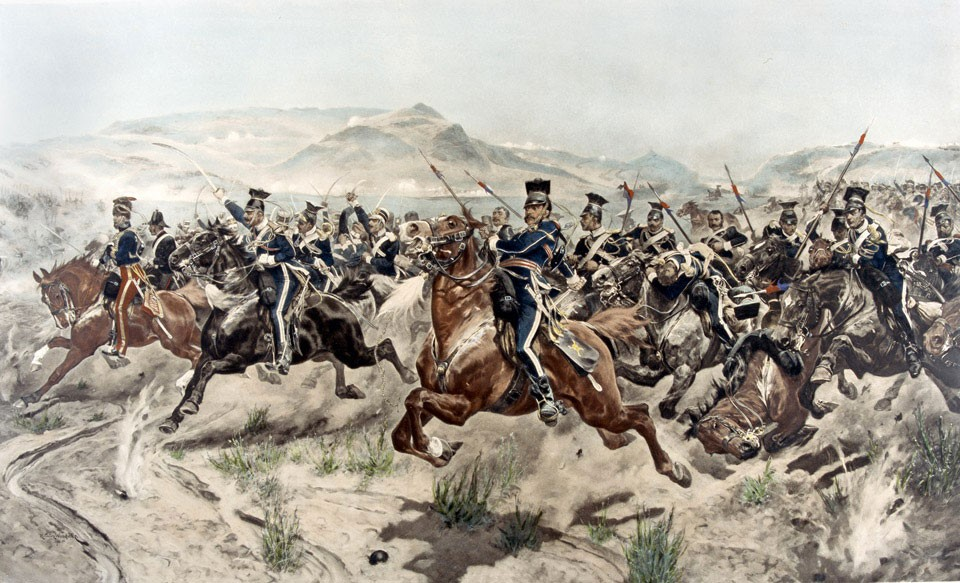
«Атака легкої бригади» (1897)
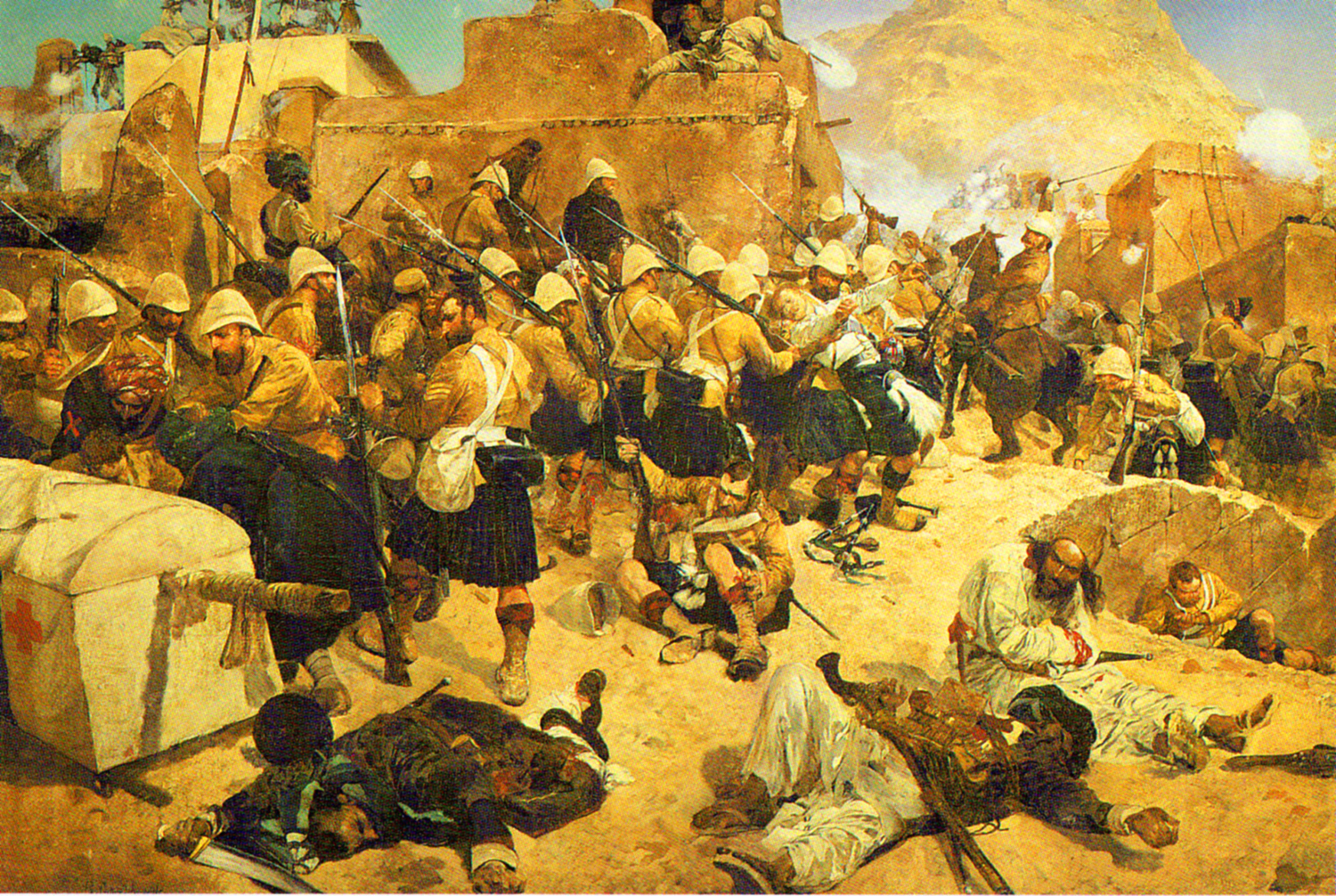
«Битва в Афганістані» (1880)
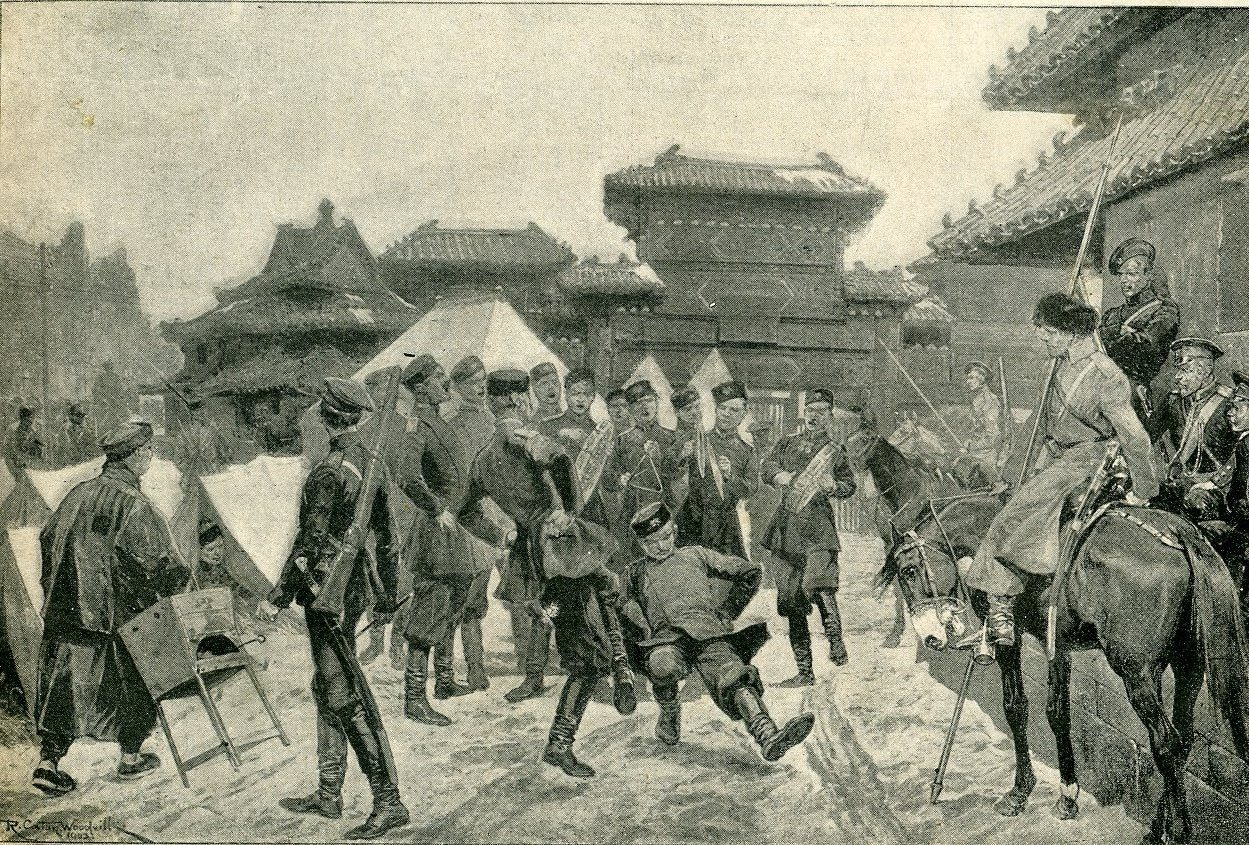
Танок російських солдат на вулицях міста в Маньчжурії (1904)
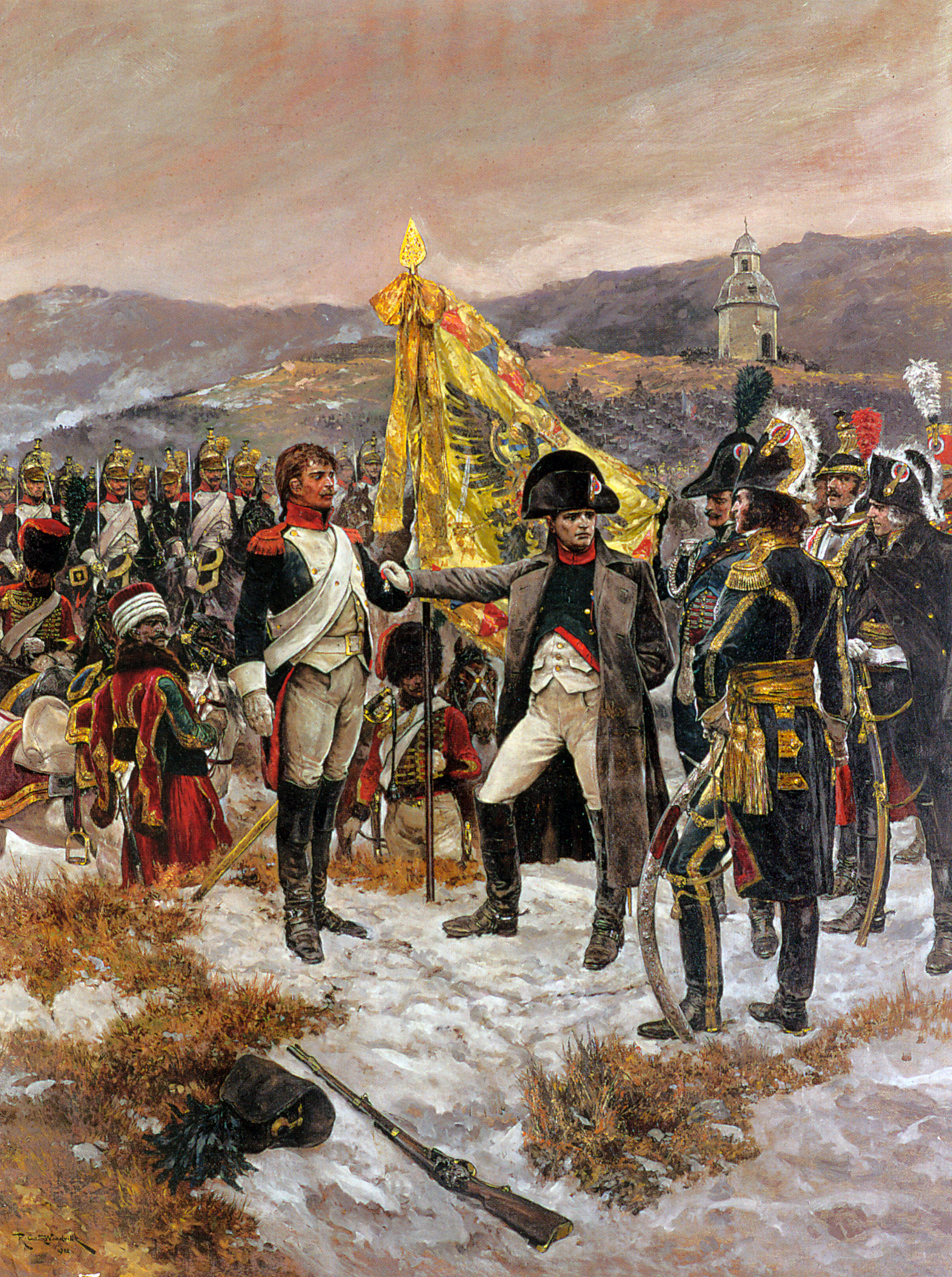
«Наполеон вручає Орден Почесного легіону» (1912)